# Mario Ignacio Regueiro
Mario Ignacio Regueiro Pintos, més conegut com a Mario Regueiro, és un exfutbolista uruguaià, nascut el 9 de setembre de 1978 al barri de Villa del Cerro a Montevideo. Jugava de centrecampista per la banda esquerra. L'any 2015 va anunciar que es retirava del món del futbol. El seu últim equip va ser el Club Atlético Cerro, el qual també va ser on va començar la seva carrera.

## Palmarès
- Medalla de plata en el Mundial Juvenil de 1997.
- 2 lligues de l'Uruguai - Nacional Montevideo – 1998 i 2000